# 内海清
内海 清（うつみ きよし、1901年6月12日 - 1977年7月1日）は、日本の政治家。衆議院議員（7期）。 

## 経歴
広島県御調郡御調町（現尾道市）生まれ。1921年（大正10年）に広島師範学校を卒業し広島県内で教員として勤務の後、1939年（昭和14年）に日立造船向島工場に入社。日立造船では因島工場総務部長などを務める。1953年（昭和28年）には因島市議会議員に当選。
1955年（昭和30年）第27回衆議院議員総選挙で広島3区から出馬するも落選。1958年（昭和33年）第28回衆議院議員総選挙にて初当選を果たし民主社会党の結党に加わる。1968年（昭和43年）衆議院交通安全対策特別委員長。1971年（昭和46年）秋の叙勲で勲二等瑞宝章受章。1976年（昭和51年）秋の叙勲で勲二等旭日重光章受章。
1977年（昭和52年）7月1日、衆議院議員在任中に死去、76歳。死没日をもって正四位に叙される。